# Les surprises de l'Amour
Les Surprises de l'Amour (título original en francés; en español, Las sorpresas del amor) es una opéra-ballet con música de Jean-Philippe Rameau sobre un libreto de Gentil-Bernard con dos entrées (tres o cuatro en versiones posteriores) y un prólogo. La pieza se estrenó en Versalles el 27 de noviembre de 1748. Tuvo un prólogo de circunstancias y dos entrées; tuvo varias reposiciones. Según la costumbre de la época, fue originalmente titulada simplemente como un "ballet", y sólo posteriormente fue clasificada por los estudiosos como una opéra-ballet, aunque su contenido podría adscribirse más precisamente al género del ballet héroïque.
La obra fue un encargo de Madame de Pompadour para celebrar el Tratado de Aquisgrán y se estrenó en la inauguración de la tercera temporada de su Théâtre des Petits Appartements para la inauguración del nuevo local del Teatro en la Grand Escalier des Ambassadeurs (Gran escalera de Embajadores) en el Palacio de Versalles.

## Composición de las posteriores versiones
- Versión de 1748
  - Prólogo: Le retour d'Astrée
  - Primera entrée: La lyre enchantée
  - Segunda entrée: Adonis

- Versión de 1757 (1) y 1758 (1)
  - Primera entrée: L'enlèvement d'Adonis
  - Segunda entrée: La lyre enchantée
  - Tercera entrée: Anacréon

- Versión de 1757 (2)
  - Primera entrée: L'enlèvement d'Adonis
  - Segunda entrée: Les Sybarites
  - Tercera entrée: Anacréon

- Versión de 1758 (2)
  - Primera entrée: L'enlèvement d'Adonis
  - Segunda entrée: La lyre enchantée
  - Tercera entrée: Les Sybarites

## Discografía
- Les Surprises de l'Amour; Monique Zanetti - soprano, Stephan MacLeod - bajo, Ensemble A 2 Violes Esgales Alpha 176 2011